# 古城宣遗址
古城宣遗址，是位于中国安徽省合肥市肥东县古城镇古城宣村的一个商周时期古遗址，2019年被安徽省人民政府公布为第八批安徽省文物保护单位。
古城宣遗址面积20000平方米，比周围地域高约4米，西侧与南侧被老河道包围，大致呈椭圆形，考古发现有石镰刀，以及饰以绳纹、器型以鬲足和罐口沿为主的夹砂红陶片。